# 臭素系ダイオキシン類
臭素系ダイオキシン類（しゅうそけいダイオキシンるい）、臭素化ダイオキシン類は、ダイオキシン類の塩素の一部が臭素に置換されたもの。環境汚染や人体への毒性が報告されている物質である。
臭素系難燃剤の加熱、燃焼により生成する。臭素系難燃プラスチック工場等で検出される。瀬戸内海や大阪湾で検出されたことが報告されている。